# Iglesia de San Esteban (Subijana de Álava)
La iglesia de San Esteban es un templo católico situado en el concejo de Subijana de Álava, en el municipio español de Vitoria.

## Descripción
El edificio se encuentra en el concejo alavés de Subijana de Álava, en la comunidad autónoma del País Vasco. Se menciona como iglesia parroquial del lugar en el Diccionario geográfico-estadístico-histórico de España y sus posesiones de Ultramar de Pascual Madoz, donde se dice que a mediados del siglo XIX estaba «dedicada á San Estéban y servida por 2 beneficiados». Décadas después, ya en el siglo XX, Vicente Vera y López vuelve a reseñarla en el tomo de la Geografía general del País Vasco-Navarro dedicado a Álava con las siguientes palabras: «Tiene una parroquia, rural de segunda clase, dedicada á San Esteban, perteneciente al arciprestazgo de Armentia».
Los registros sacramentales de bautismos, matrimonios y decesos generados por la parroquia de San Esteban desde el siglo XV hasta el final del XIX se conservan con los del resto de iglesias de la provincia en el Archivo Histórico Diocesano de Vitoria, donde pueden consultarse.